# 愛なき世界
「愛なき世界」（あいなきせかい、原題：A World Without Love）は、ピーター&ゴードンのデビュー・シングル。1964年発売。作詞・作曲はポール・マッカートニー（クレジットはレノン＝マッカートニー）。

## 解説
ポール・マッカートニーは1964年当時、ピーター&ゴードンのメンバーであるピーター・アッシャーの妹、ジェーン・アッシャーと交際しており、その関係からマッカートニーはピーター&ゴードンから楽曲提供を依頼されたため、リヴァプールで6年前に書いていた「愛なき世界」を提供した。
この曲は、1964年4月25日付の全英シングルチャートでビートルズの「キャント・バイ・ミー・ラヴ」を1位から蹴落とし、2週連続で1位を獲得した。アメリカのBillboard Hot 100でも1位を獲得しており、ビートルズ以外のブリティッシュ・インヴェイジョン勢によるシングルが全米1位を獲得したのは、これが初めてであった。
音楽評論家のRichie Unterbergerは、allmusic.comにおいてこの曲を「ポール・マッカートニーによる忘れがたいメロディと、ピーター・アッシャーとゴードン・ウォーラーによるエヴァリー・ブラザーズとブリティッシュ・インヴェイジョンの出会いのように優れたハーモニーを誇示した」と評している。

## カヴァー
- スプリームス - アルバム『ア・ビット・オブ・リヴァプール』（1964年）に収録。
- ボビー・ライデル - 1964年にシングルとして発表し、全米80位に達した[7]。
- デル・シャノン - アルバム『Handy Man』（1964年）に収録。
- アニタ・ブライアント - アルバム『The World of Lonely People』（1964年）に収録。
- ボビー・ゴールズボロ - アルバム『Little Things』（1965年）に収録。
- パティ・デューク - アルバム『Don't Just Stand There』（1965年）に収録。
- アッカー・ビルク - アルバム『Plays Lennon & McCartney』（1988年）に収録。
- Mi-Ke - アルバム『永遠のリバプールサウンド〜Please Please Me, LOVE』（1993年）に収録。
- 石田長生 - アルバム『JUKE BOX』（1995年）に収録。
- ヴォンダ・シェパード - TVシリーズ『アリー my Love』のサウンドトラック・アルバム『Heart and Soul: New Songs from Ally McBeal』（1999年）に収録。
- ビル・ヤノヴィッツ（英語版） - ケイト・ピアソン、グレアム・パーカーと連名のプロジェクト「ピアソン、パーカー、ヤノヴィッツ・プロジェクト」名義のアルバム『Lost Songs of Lennon & McCartney: From a Window』（2003年）に収録[8]。

## その他
エドガー・ライト監督による映画「ラストナイト・イン・ソーホー」では、冒頭で流されている。